# Сан-Сальваторе-Монферрато
Сан-Сальваторе-Монферрато (итал. San Salvatore Monferrato) — коммуна в Италии, располагается в регионе Пьемонт, в провинции Алессандрия.
Население составляет 4587 человек (2008 г.), плотность населения составляет 145 чел./км². Занимает площадь 32 км². Почтовый индекс — 15046. Телефонный код — 0131.
Покровителями коммуны почитаются Пресвятая Троица и святой Кириак, празднование во вторник после Троицына дня.

## Демография
Динамика населения:

## Администрация коммуны
- Официальный сайт: http://www.comune.sansalvatoremonferrato.al.it/